# Potentilla silesiaca
Potentilla silesiaca — вид квіткових рослин з родини трояндових (Rosaceae). Вимерлий ендемічний вид Польщі.